# Vang Ji-po
Vang Ji-po (王一博, pinjin: Wáng Yībó; 1997. augusztus 5.–) kínai énekes, színész, a UNIQ együttes tagja. Színészként leginkább a Csen csing ling (2019) című sorozatból ismert.

## Élete és pályafutása
Gyerekkorában kezdett el táncolni, 2011-ben részt vett egy táncversenyen, ahol a hiphop kategóriában bekerült a legjobbak közé és gyakornok lett a Yuehua Entertainmentnél. 2014-ben debütált a UNIQ fiúegyüttes tagjaként.
Első főszerepét 2017-ben kapta a Private Shushan Gakuen című websorozatban. 2019-ben nagy népszerűséget hozott számára a Csen csing ling című sorozatban nyújtott alakítása, bár sok kritikát kapott az első néhány részben mutatott érzelemmentes színészi játéka miatt, melyen a későbbi részekben rendezői segítséggel jelentősen javított.

## Filmográfia

### Filmek
| Év   | Cím                          | Kínai cím      | Szerep                         | Megjegyzés   | Hiv.   |
| ---- | ---------------------------- | -------------- | ------------------------------ | ------------ | ------ |
| 2016 | MBA Partners                 | 梦想合伙人     | Csao Su-jü (Zhao Shuyu)        |              | [ 10 ] |
| 2016 | A Chinese Odyssey Part Three | 大话西游3      | Red Boy                        |              | [ 11 ] |
| 2018 | Live For Real                | 热舞吧！青春   | Lin Csin (Lin Jin)             | rövidfilm    | [ 12 ] |
| 2018 | Crystal Sky of Yesterday     | 少年心事       | Csi Csing-hszüan (Qi Jingxuan) | szinkronhang | [ 13 ] |
| 2019 | Fantasy Westward Journey     | 梦幻西游三维版 |                                | rövidfilm    | [ 14 ] |
| ?    | Unexpected Love              | 闭嘴!爱吧      | Csang Lin (Chang Lin)          |              | [ 15 ] |

### Televíziós sorozatok
| Év   | Cím                    | Kínai cím      | Szerep                          | Csatorna | Megjegyzés     | Hiv.   |
| ---- | ---------------------- | -------------- | ------------------------------- | -------- | -------------- | ------ |
| 2017 | Love Actually          | 人间至味是清欢 | Csaj Cse-vej (Zhai Zhiwei)      | Hunan TV |                | [ 16 ] |
| 2017 | When We Were Young     | 青春最好时     | Lin Csia-ji (Lin Jiayi)         | Tencent  | vendégszereplő | [ 17 ] |
| 2019 | Gank Your Heart        | 陪你到世界之巅 | Csi Hsziang-kung (Ji Xiangkong) | Mango TV |                | [ 18 ] |
| 2019 | Csen csing ling        | 陈情令         | Lan Vang-csi (Lan Wangji)       | Tencent  |                | [ 19 ] |
| TBA  | Private Shushan Gakuen | 私立蜀山学园   | Teng Csing (Teng Jing)          |          |                | [ 5 ]  |
| TBA  | Super Talent           | 超凡天赋       | Vej Ji-csen (Wei Yichen)        |          |                | [ 20 ] |
| TBA  | Legend of Fei          | 有翡           | Hszie Jün (Xie Yun)             | Hunan TV |                | [ 21 ] |